# Nissan Caravan
Der Nissan Caravan war ein Kleintransporter, den Nissan als Kleinbus oder Kastenwagen anbot. Die Entwicklung des Caravan beruhte auf einer Änderung in den Straßenverkehrsvorschriften von Japan 1970, wonach Kleinbusse künftig nur noch bis zu einer Passagieranzahl von 11 Personen mit dem normalen Pkw-Führerschein gelenkt werden durften. Somit brauchte Nissan ein Modell unterhalb des Nissan Homy, der noch eine Entwicklung der von Nissan übernommenen Prince Motor Company und für eine Passagierkapazität von 15 Personen ausgelegt war. Da dieser auf dem LKW-Fahrgestell des Prince Homer beruhte, wurde das Modell technisch und optisch überarbeitet und als Nissan Caravan 1973 vorgestellt. Ab 1976 erhielt der Homy dann auch größtenteils die Überarbeitungen des Caravan und war in der Folge stets fast baugleich. Als Datsun Urvan wurde der Caravan außerhalb Asiens im Export angeboten.
Nachdem Nissan beschlossen hatte, die Marke Datsun einzustellen, wurde das Modell zum Nissan Urvan. In Australien und anderen Märkten wurde er zeitweise auch als Nissan Kingvan angeboten. Die Modelle gab es mit Flachdach oder Hochdach. 2001 endete der Export des Nissan Urvan nach Europa, der hier durch den Nissan Interstar ersetzt wurde, während die 4. und letzte Generation neben Asien und anderen Ländern auch weiterhin in Nordamerika angeboten wurde. Die 4. Generation wurde auch als Isuzu Como produziert. Während bereits 2011 der Nissan NV in Nordamerika den Caravan ersetzt hatte, wurde dieser noch bis 2012 in Asien und anderen Märkten angeboten. 2012 wurde der Caravan durch das neu entwickelte Modell Nissan NV350 ersetzt.
Die 3. Generation wird jedoch noch immer in Kenia für den afrikanischen Markt produziert.

## Datsun Urvan E20/E21/E22 (1973–1980)

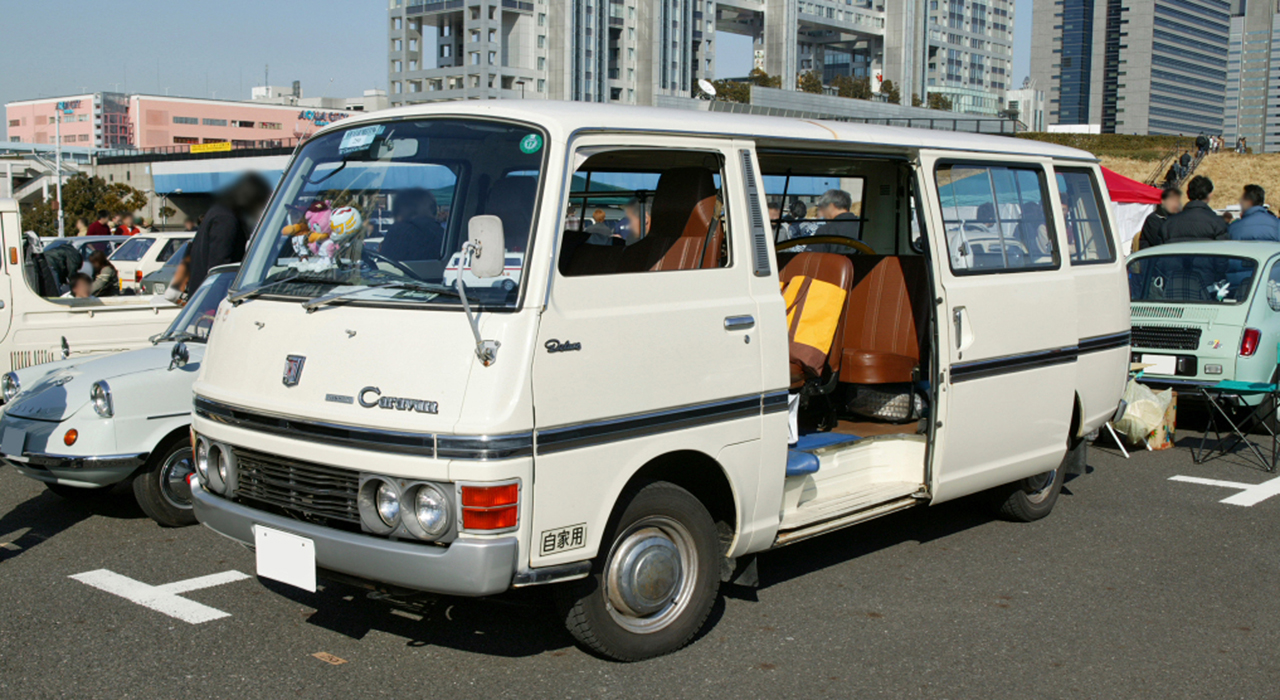
Nissan Caravan E20 der 1. Generation

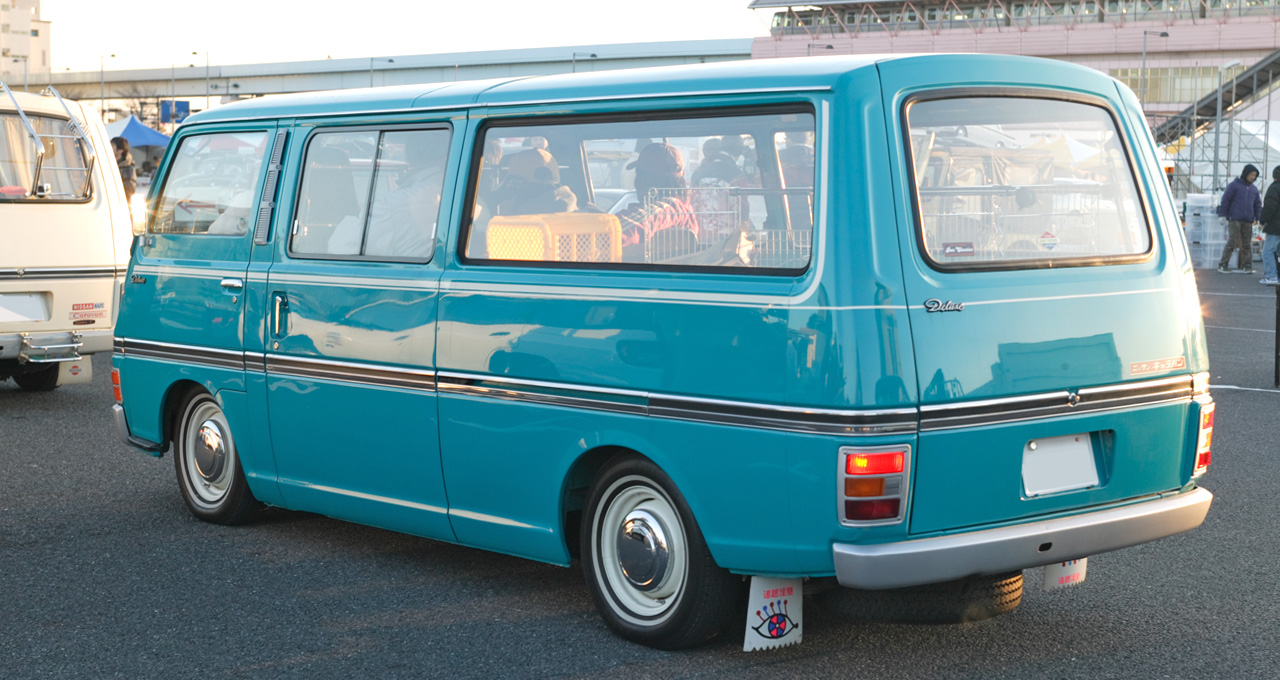
Nissan Caravan E20

Der Datsun Urvan E20 war ein Kleintransporter, den Datsun mit 3, 5, 7 oder 9 Sitzen baute. Er war besonders in Europa beliebt, und dort besonders bei Feuerwehren und als Krankenwagen in bestimmten Ländern. Sein Handling ist etwas schwierig, da er hohe Lenkkräfte benötigt – es gab ihn nicht mit Servolenkung. Der in der Mitte angeordnete lange Schalthebel war leicht gebogen. Er war fast 80 cm lang, daher ergaben sich lange Schaltwege, aber das Getriebe bei den Benzinmodellen hatte fünf Gänge, was damals in Europa nicht üblich war. Es gab Reihenvierzylinderbenzinmotoren mit 1.596 cm³, 1.798 cm³ und 1.998 cm³ und einen Dieselmotor mit 2.200 cm³.

### Trivia
Der Urvan wurde von der dänischen Olsenbande in einem ihrer Filme 1982 eingesetzt. Er gehörte KBG (Kristoffersen Body Guards), eine Veräppelung des KGB.

## Datsun Urvan/Nissan Urvan E23 (1980–1986)
Die zweite Generation des Datsun Urvan/Caravan (E23) wurde im August 1980 eingeführt. Als Antrieb fungierten die bekannten J16-, Z20-S- und H20-Nissan-Benzinmotoren. Der SD22-Diesel wurde überarbeitet. Radial-Reifen waren optional erhältlich und der Diesel wurde seither mit einem Fünf-Gang-Schaltgetriebe geliefert. Es gab eine neue Van-Version, Luxus GL genannt, welche über ein optionales „Nissanmatic“-Automatikgetriebe sowie Servolenkung, verschiebbare hintere Sitze und eine Klimaanlage verfügte. Bei der Tokyo Motor Show 1981 wurden zwei Büromobil-Konzepte vorgestellt, welche entwickelt wurden, um Limousinen-artige mobile Unterkünfte für Geschäftsleute bieten zu können – die Royal und Elgrand Royal Line. Der Name Elgrand wird heute von Nissan für eine Baureihe luxuriöser Minivans verwendet. Im Mai 1982 erlebte der Caravan ein leichtes Facelift, es verschwanden die Lüftungsfenster in den vorderen Türen, ein neues Armaturenbrett wurde eingeführt und der SD23-Dieselmotor ersetzte den vorherigen SD22. Radial-Reifen wurden zum Standard für alle Modelle. Für mehr Leistung war der LD30-Turbodiesel erhältlich. Im April 1983 gab es ein weiteres leichtes Facelift, die SGL- und GL-Versionen erhielten ein neues Aussehen mit vier quadratischen Scheinwerfern, und eine Zehnsitzer-Version wurde ebenfalls hinzugefügt. Gleichzeitig wurde in Europa der Datsun Urvan aufgrund der Einstellung des Markennamens Datsun zum Nissan Urvan. Im Januar 1985 erhielten die Diesel-Versionen eine verbesserte Heizungsanlage und die Sicherheitsausstattung bei allen Urvans wurde verbessert.

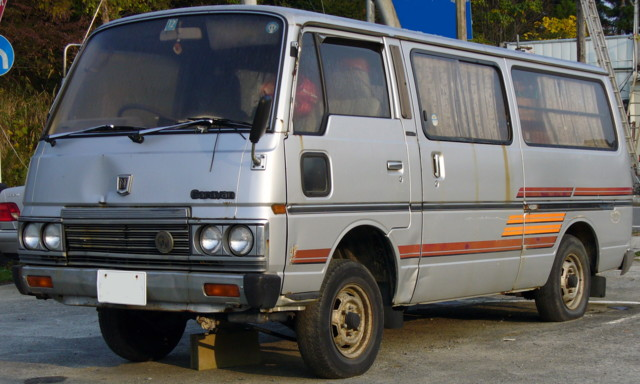
Datsun Urvan E23
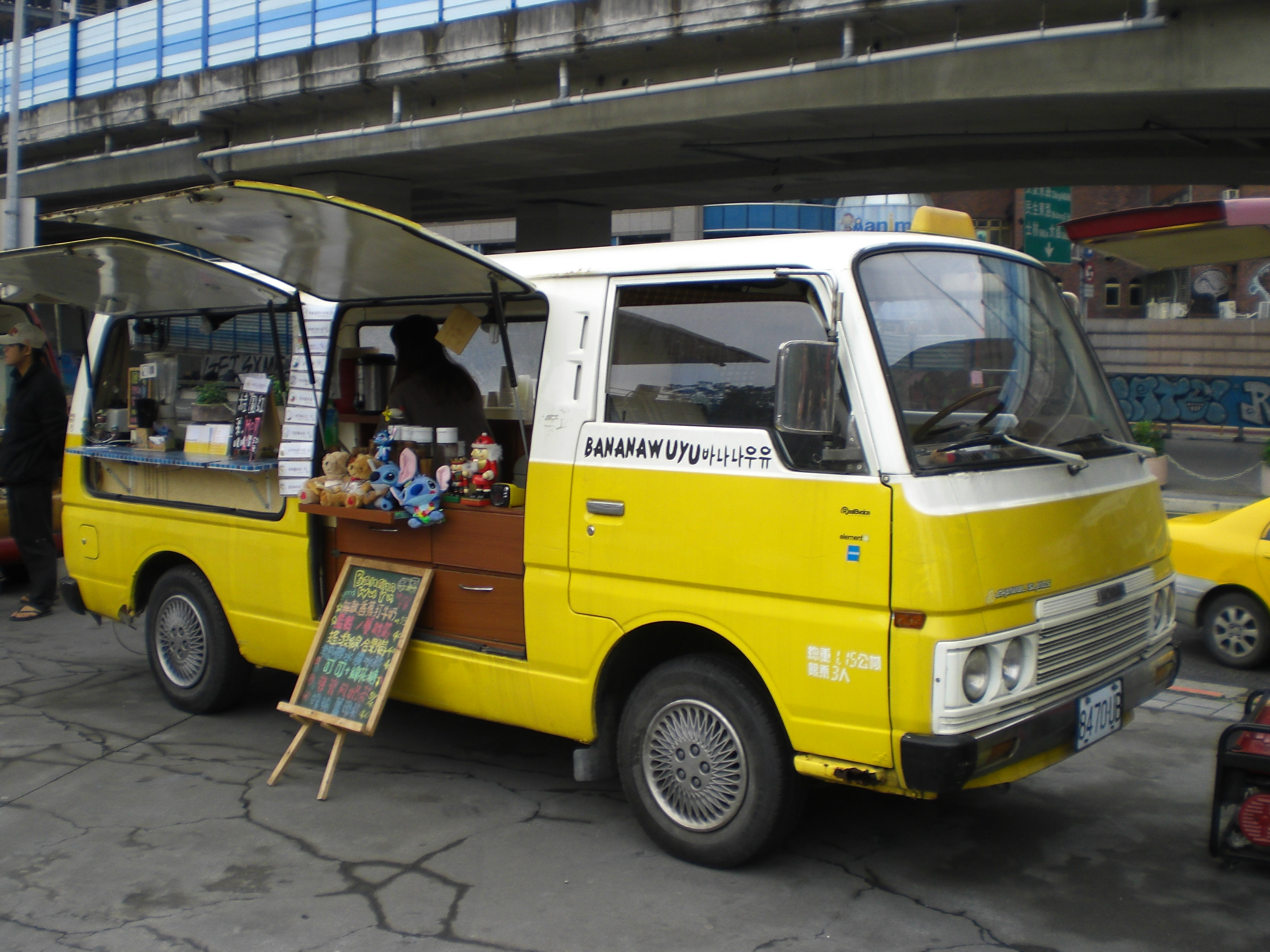
Nissan Urvan E23

## Nissan Urvan E24 (1986–2001)
Die E24-Version wurde von 1986 bis 2001 gebaut und erhielt zwei große Facelifts. Dies war die letzte Version des Urvans, die in Europa angeboten wurde. Erhältlich war er nur noch mit Turbo-Dieselmotoren, die Van-Version wurde in Europa nicht mehr angeboten. Statt des 2,3-l-SD23 des Vorgängers gab es den 2,7-l-TD27. Nach dem 2. großen Facelift 1996 wurde der QD32 aus dem Nissan Patrol im Urvan verbaut, wo er 100 PS (74 kW) aus 3.153 cm³ leistete und den LD30-TD ersetzte. Ab 2002 ersetzte der Nissan Interstar den Urvan in Europa.

### Kenia
In Kenia wird der Nissan Urvan E24 noch heute von der Kenya Vehicle Manufacturers in Thika für den afrikanischen Markt hergestellt.

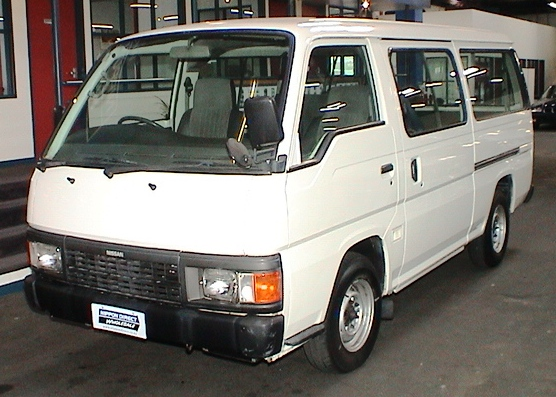
Nissan Urvan E 24
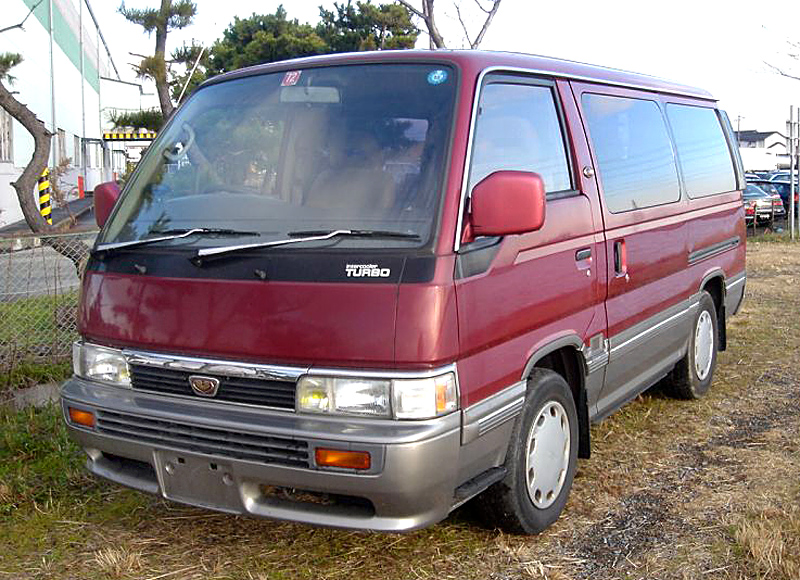
Nissan Urvan E 24 letzte Ausführung

## Nissan Caravan E25 / Isuzu Como (2001–2012)
Der E25 wurde von 2001 bis 2012 gebaut. Mittels Badge-Engineering wurde er auch als Isuzu Como angeboten. In Nordamerika, wo er als Nissan Caravan in Kastenwagen und Kombi Version angeboten wurde, ersetzte ihn 2011 der vor Ort entwickelte und gebaute Nissan NV.
Auf den restlichen Märkten ersetzte ihn 2012 das neu entwickelte Modell Nissan NV350.

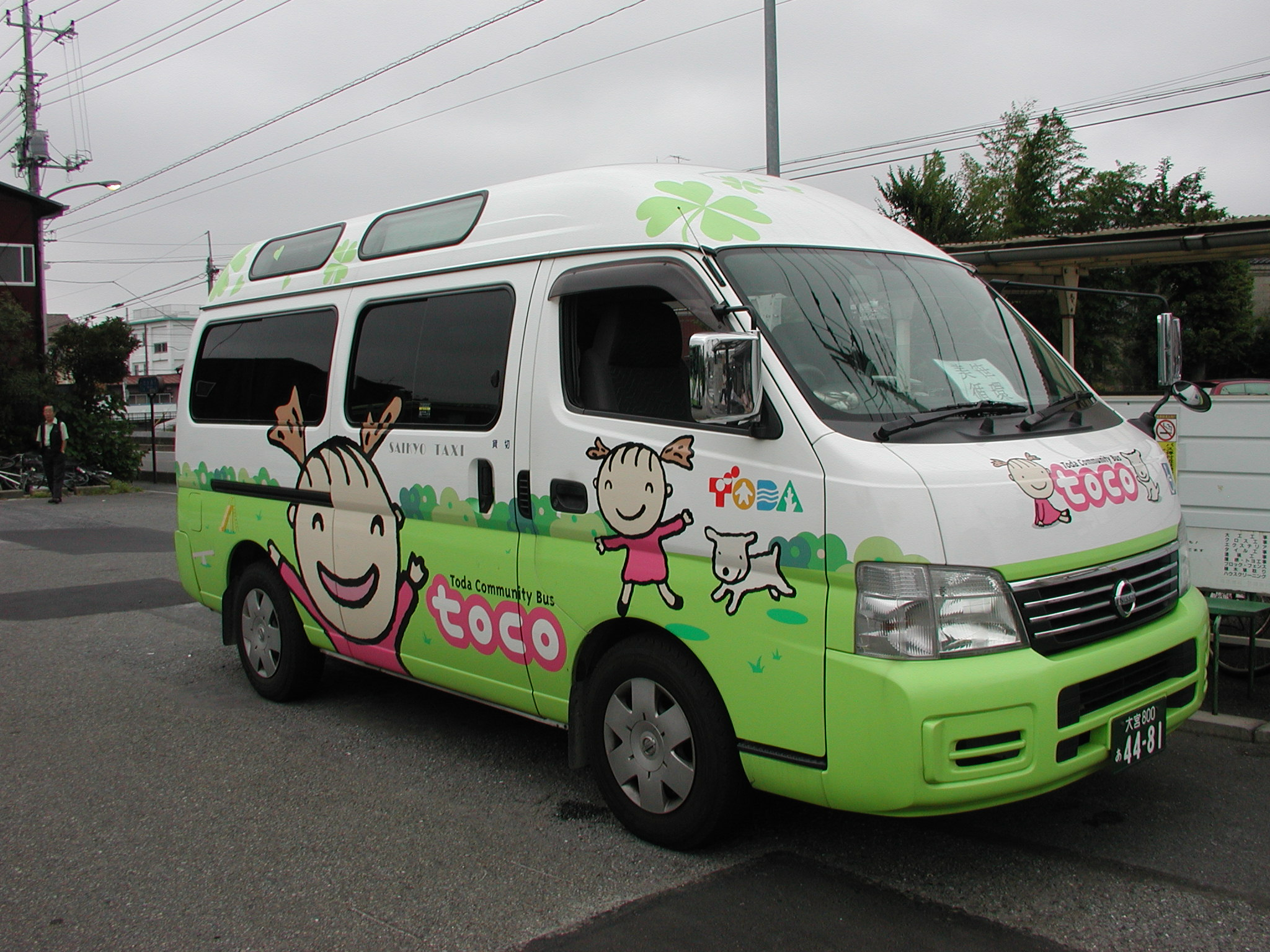
NissanCaravan E25 Minibus
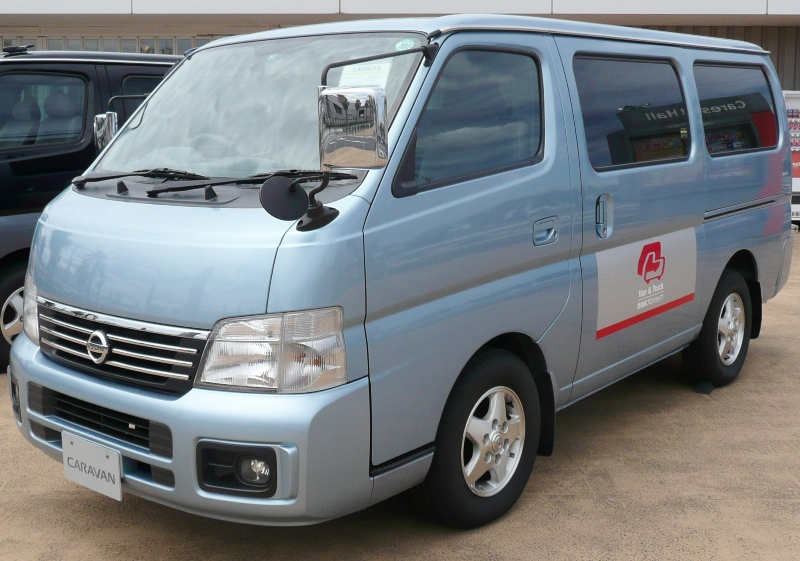
Nissan Caravan E25
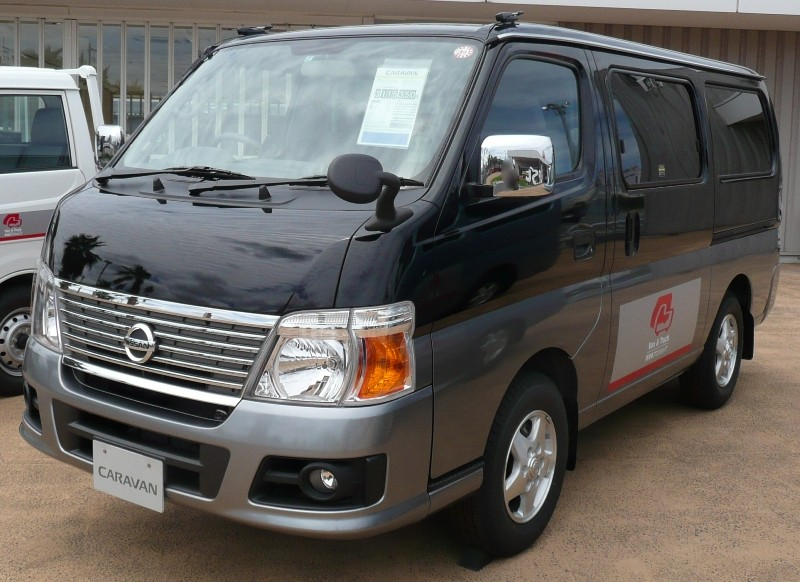
Nissan Caravan GX E25 Späte Ausführung
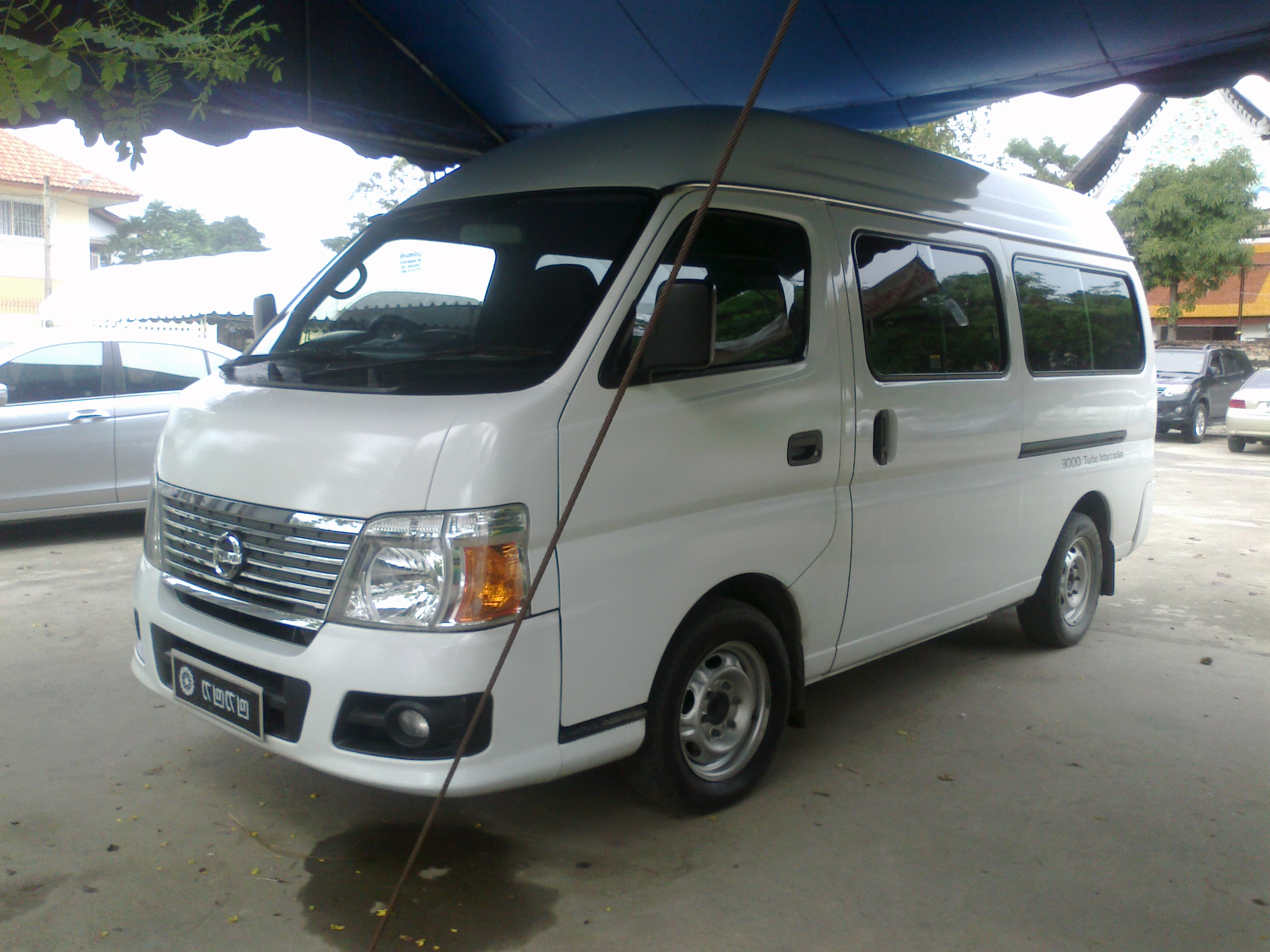
Nissan Urvan Thailändische Version
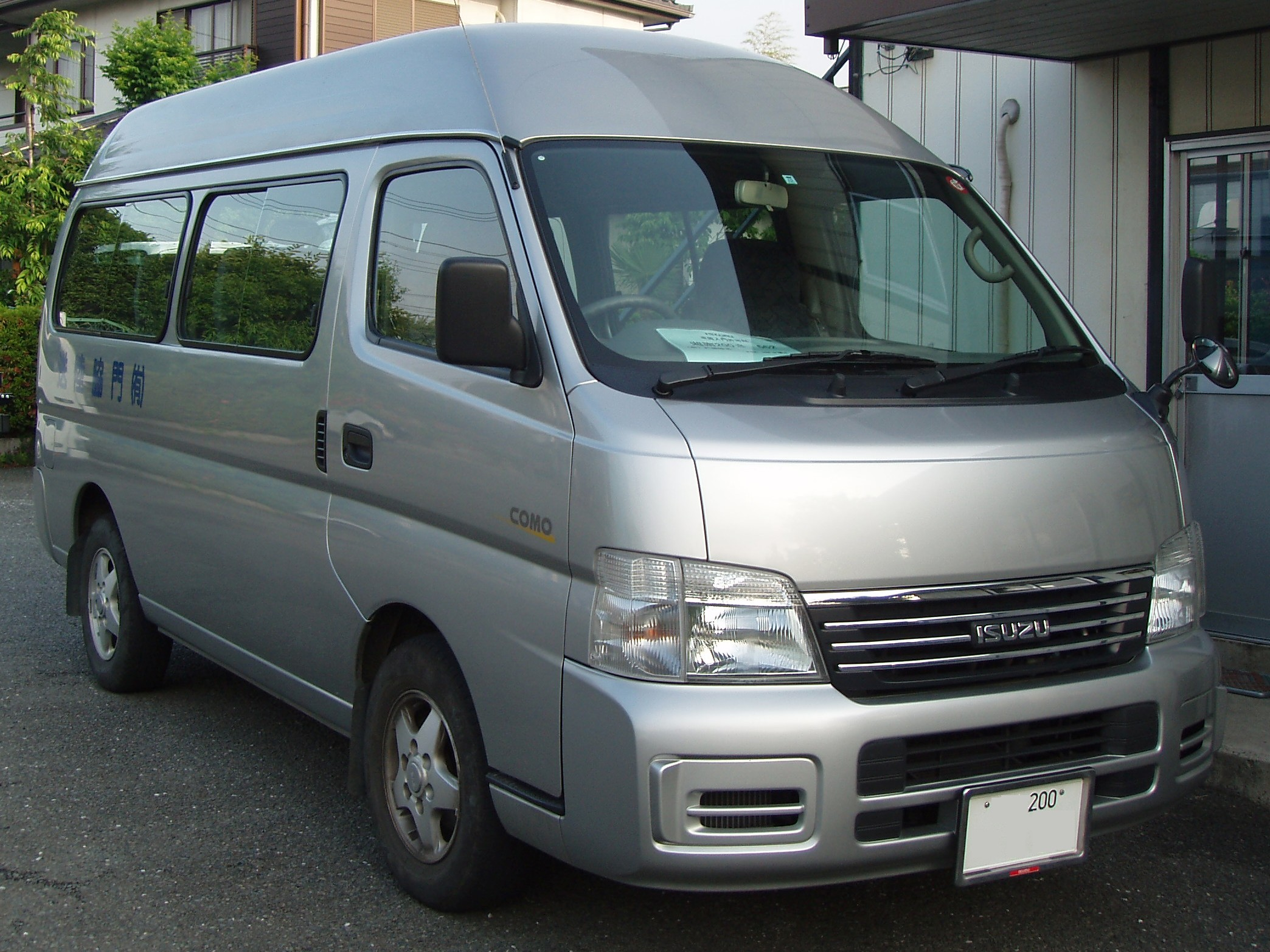
Isuzu Como